# Horská chata Pancíř
Horská chata Pancíř – schronisko turystyczne, położone na szczycie Pancíř (1214 m n.p.m.) w czeskiej części Szumawy. Obiekt znajduje się w granicach administracyjnych miasta Železná Ruda.

## Historia
Pierwsze zainteresowanie walorami turystycznymi szczytu Pancíř miało miejsce pod koniec XIX w., kiedy to w 1880 roku Der Österreichische Touristenklub wybudował tam drewnianą wieżę widokową. Obiekt przestał istnieć przed 1900 rokiem.
Dalszy rozwój turystyki w Szumawie wiąże się z działalnością międzywojennego Klubu Czechosłowackich Turystów (KČST) w latach 20. XX wieku. Klub planował budowę sieci obiektów noclegowych na tym terenie tak, aby odległość pomiędzy nimi wynosiła ok. 18-25 km. Wówczas to, w 1923 roku na szczycie Pancířa postawiono schronisko. Obiekt powstał w ciągu 5 miesięcy, a jego otwarcie miało miejsce 23 września 1923 roku. Integralną częścią budynku była wysoka na 18 metrów wieża widokowa. Schronisko nazwano Matušova chata na cześć propagatora turystyki w tym rejonie - Johanna Matuša (Mattuša).
Po II wojnie światowej obiekt przeszedł dwukrotną przebudowę - w 1964 roku oraz w latach 90. XX wieku.
W 1971 roku otwarto kolej linową (krzesełkową), wiodącą na szczyt Pancířa z Špičáka - części miasta Železná Ruda.

## Warunki pobytu
Schronisko oferuje 32 miejsca noclegowe w pokojach typu "Basic" (wspólny węzeł sanitarny) oraz "Standard" (własny węzeł sanitarny). W chacie funkcjonuje restauracja.

## Szlaki turystyczne
- Železná Ruda - Špičák (Železná Ruda) - Špičácké sedlo (974 m n.p.m.) - Horská chata Pancíř - Můstek (1235 m n.p.m.) - Prenet (węzeł szlaków) - Děpoltice
- Železná Ruda - Pancíř (Železná Ruda) - Horská chata Pancíř